# Rietzel
Rietzel ist eine Ortschaft und ein Ortsteil von Möckern im Landkreis Jerichower Land in Sachsen-Anhalt.

## Geografie
Der Ort liegt im Zentrum des Landkreises Jerichower Land am Nordwestrand des Hohen Flämings. Er ist eingebettet in das Landschaftsschutzgebiet Möckern – Magdeburgerforth und umgeben von landwirtschaftlichen Flächen, die im Norden vom Brandensteiner Forst begrenzt werden. Nordöstlich des Ortes befinden sich mit dem Gladauer Berg (53,8 m) und dem Galgenberg (61,7 m) die höchsten Erhebungen des westlichen Flämings. Rietzel ist eingerahmt von zwei Mündungsarmen des Mittelgrabens, der in westlicher Richtung in das Pareyer Feuchtgebiet fließt. Im Ort endet die Kreisstraße 1211, die nach vier Kilometern in die Landesstraße 52 mündet, über die die 15 Kilometer entfernte Kreisstadt Burg (bei Magdeburg) zu erreichen ist. Der Autobahnanschluss Theeßen der A 2 ist acht Kilometer entfernt.

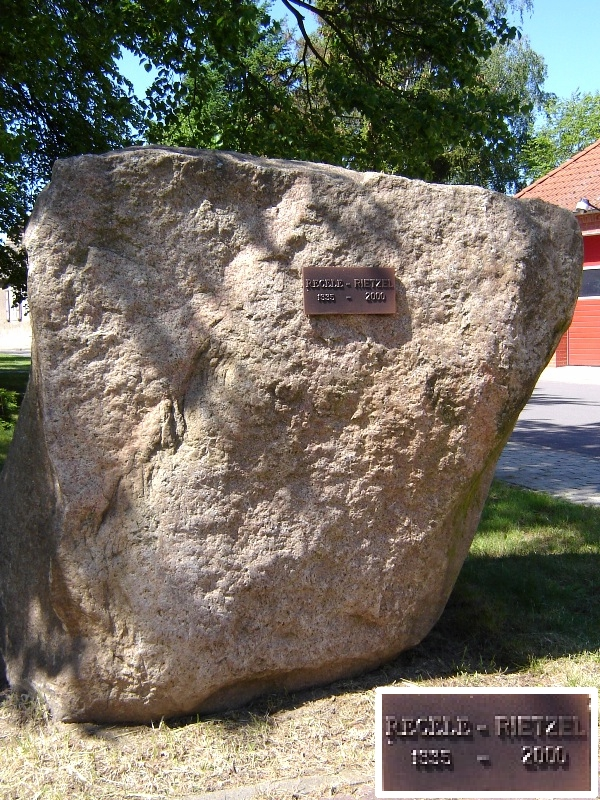
Recel 1335

## Geschichte
Der Ortsname ist slawischen Ursprungs und bedeutet so viel wie „bei den Wassern“. Er tauchte erstmals 1335 als Recel auf und entwickelte sich über Recele (1340), Retzle (1345), Ritzel (1459) und Reitzel (1562) zur heutigen Ortsbezeichnung. Der slawische Name weist darauf hin, dass das Dorf bereits spätestens im 8. Jahrhundert bestand. Das Dorf gehörte zum Amt Grabow, das seit Beginn des 14. Jahrhunderts im Besitz der Gutsfamilie von Wulffen war. 1540 ging Rietzel zum Teil an die Familie von Plotho über. Bis 1773 war Rietzel dem brandenburgischen Zauchekreis untergeordnet und kam danach zum Ziesarschen Kreis im Herzogtum Magdeburg. Bei einer erneuten Strukturveränderung wurde der Distrikt Jerichow I zuständig, aus dem sich später der Landkreis Jerichow I mit der Kreisstadt Burg entwickelte, der bis 1952 bestand. 1910 hatte Rietzel 294 Einwohner, deren Zahl verringerte sich bis 1939 auf 259. 1964 lebten 264 Menschen im Ort.
Rietzel gehörte bis 2009 zur Verwaltungsgemeinschaft Möckern-Loburg-Fläming. Bis zum 31. Dezember 2009 war Rietzel eine selbständige Gemeinde und letzter Bürgermeister war Horst Pötter. Am 1. Januar 2010 wurde Rietzel in die Stadt Möckern eingemeindet.

## Dorfkirche

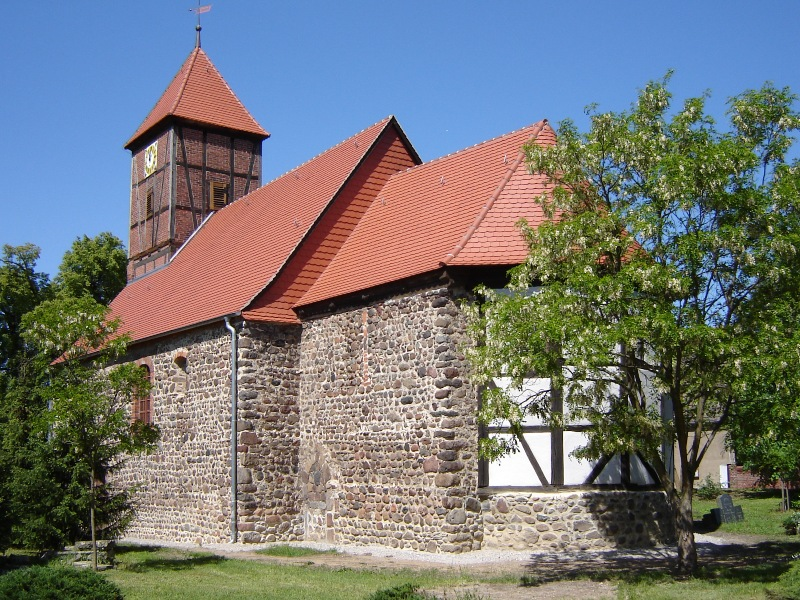
Kirche in Rietzel

Die evangelische Kirche von Rietzel wurde in der Mitte des 13. Jahrhunderts aus Feldsteinen im spätromanischen Baustil errichtet. Dem Kirchenschiff wurde ein schmalerer quadratischer Chorraum angefügt. Die kleinen Rundbogenfenster haben zum Teil noch ihre Ursprungsform behalten. Die halbkreisförmige Apsis wurde 1704 in Fachwerkbauweise erneuert. Auch der westliche Backsteingiebel und der darüber errichtete Fachwerkturm sind aus dem 19. Jahrhundert stammende Veränderungsbauten. Das Kirchenschiff wird innen von einer flachen Holzdecke überspannt, die mit Schablonenmalereien verziert ist. An der Westwand ist eine Empore angebracht. Der von Säulen eingerahmte aus Holz im Ohrmuschelstil gefertigte Altaraufsatz stammt von 1694. Er ist mit zwei Gemälden (Abendmahl und Kreuzigung) geschmückt und trägt das Wappen der Stifterfamilie von Wulffen. Der achteckige Taufstein wurde im klassizistischen Stil aus Gusseisen gefertigt. Die Orgel wurde von dem Neuhaldensleber Orgelbauer August Troch gebaut und kam 1881 gebraucht in die Kirche von Rietzel.
Die lutherische Kirchengemeinde wird heute vom Pfarramt Grabow, Kirchenkreis Elbe-Fläming, Propstsprengel Stendal-Magdeburg der Evangelischen Kirche in Mitteldeutschland betreut.

## Politik
Ortsbürgermeisterin ist Doris Kühne. Ihre Vorgänger waren Steffen Krüger und Horst Pötter.

### Wappen
Das Wappen wurde am 25. Februar 2008 durch den Landkreis genehmigt.
Blasonierung: „In Blau eine eingebogene goldene Spitze, vorn drei goldene Ähren, hinten ein goldener Eichenzweig mit Blättern und zwei Eicheln, die Spitze belegt mit einem die Stollen nach oben kehrenden blauen Hufeisen mit viereckigen Nagellöchern.“
Die Farben Rietzels sind: Blau-Gelb.
Die Wappensymbolik in dem hier dargestellten Wappen verbindet sich mit drei wesentlichen Gegebenheiten: Land- und Waldwirtschaft, die über Jahrhunderte bis heute wirtschaftliche Faktoren sind sowie die Reiterei. War früher das Pferd wichtig für den Ackerbau wie als Transportmittel, so spielt es heute für Freunde des Reitsports ebenfalls eine Rolle, denn Rietzel besitzt Reitplätze und Stallanlagen. Diese genannten Gegebenheiten werden durch die Ähren, den Eichenzweig und das gestürzte Hufeisen im Wappen symbolisiert.
Der Ortsname ist slawischen Ursprungs und bedeutet so viel wie „bei den Wassern“. Er taucht erstmals 1335 als Recel auf und entwickelte sich über Recele (1340), Retzle (1345), Ritzel (1459) und Reitzel (1562) zur heutigen Ortsbezeichnung. Anknüpfend an den Ortsnamen wurde Blau im Zusammenhang mit Wasser als Schildfarbe gewählt.
Das Wappen wurde vom Kommunalheraldiker Jörg Mantzsch gestaltet.

### Flagge
Die Flagge ist blau – gelb – blau (1:4:1) gestreift (Querform: Streifen waagerecht verlaufend, Längsform: Streifen senkrecht verlaufend) und mittig mit dem Wappen belegt.

## Freiwillige Feuerwehr
Die Freiwillige Feuerwehr Rietzel wurde 1921 gegründet. Sie ist für Einsätze der Brandbekämpfung und für die Technische Hilfeleistung im Bereich Rietzel zuständig und bildet mit den Freiwilligen Feuerwehren Krüssau und Stresow einen Löschzug für größere Schadensfälle.
Der Fahrzeugbestand umfasst ein TSF-W sowie ein Mannschaftstransportfahrzeug.